# Hadžići (kommun)
Hadžići är en kommun i Bosnien och Hercegovina.   Den ligger i entiteten Federationen Bosnien och Hercegovina, i den centrala delen av landet, 19 km sydväst om huvudstaden Sarajevo.